# Plaza de Colón
La Plaza de Colón (Plaça de Colom en català) és un dels llocs de major interès de la ciutat de Madrid, a Espanya. Rep el nom de Cristòfor Colom, a qui fa honor. Es troba delimitada pels carrers de Serrano, Goya, Jorge Juan, i els passejos de Recoletos i La Castellana, unint aquests dos últims amb el carrer de Génova. En la seva part aquest hi ha un ampli espai obert conegut com a Jardins del Descobriment.

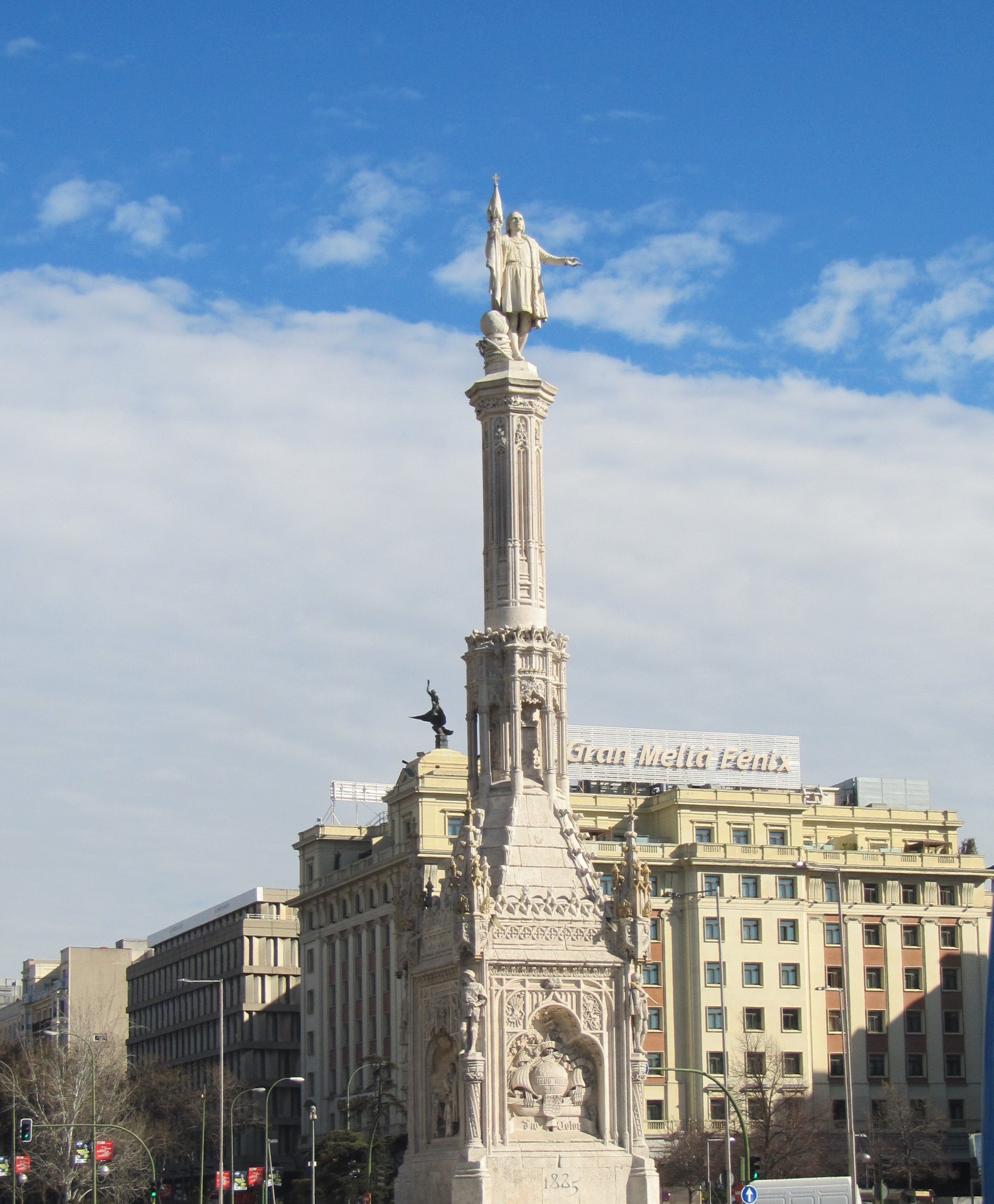
Monument a Colom

En aquest espai hi ha el Centre d'art Teatre Fernán Gómez - antigament Centre Cultural de la Vila de Madrid - i un monument a Cristòfor Colom d'estil neogòtic erigit entre 1881 i 1885. Aquest consta d'una base quadrada amb relleus i un pilar octogonal tallats en pedra per Arturo Mélida, i una estàtua de tres metres d'alçada esculpida en marbre blanc d'Itàlia per Jeroni Suñol. L'alçada total és de 17 metres. En aquest espai l'arquitecte Antoni Palacios va situar el seu monumental projecte de "Projecte de Palau de les Arts" el 1926. El projecte finalment no es va dur a terme.
El 1977 es va instal·lar als jardins el Monument al Descobriment d'Amèrica, realitzat per Joaquín Vaquer Turcios. És un conjunt de tres macroescultures de formigó, anomenades respectivament Les profecies, La gènesi i El Descobriment, amb relleus i inscripcions.
A la Plaza de Colón oneja la bandera d'Espanya més gran del món, i a la cruïlla de la plaça amb el carrer de Génova s'erigeixen les anomenades Torres de Colón, projectades per l'arquitecte Antonio Lamela Martínez i construïdes entre 1967 i 1976.